# La Liga de 1965–66
A La Liga de 1965–66 foi a 35º edição da Primeira Divisão da Espanha de futebol. Com 16 participantes, o campeão foi o Atlético de Madrid.